# The Mummy's Curse

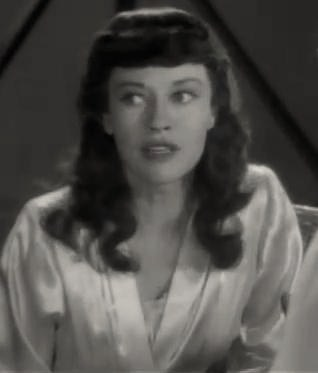
Virginia Christine in The Mummy's Curse

The Mummy's Curse is een Amerikaanse horrorfilm uit 1944, geproduceerd door Universal Studios. De film is het vervolg op The Mummy's Ghost, die eerder in 1944 uitkwam. Het is de laatste film waarin Lon Chaney Jr. de rol van de mummie vertolkt.

## Verhaal
De film speelt zich af in Louisiana Cajun country, en speelt zich ongeveer 25 jaar na de vorige film af. In de vorige film werd prinses Ananka, de verboden liefde van de mummie Kharis, gereïncarneerd, maar verdronk uiteindelijk in een moeras. Aan het begin van de film wordt haar lichaam gevonden door een groep arbeiders. Ze komt weer tot leven, en dit brengt eveneens Kharis weer tot leven. Hij begint meteen met het terroriseren van de lokale gemeenschap terwijl hij Ananka opzoekt.

## Rolverdeling
| Acteur             | Personage         | Opmerkingen    |
| ------------------ | ----------------- | -------------- |
| Lon Chaney, Jr.    | Kharis            | als Lon Chaney |
| Peter Coe          | Dr. Ilzor Zandaab |                |
| Virginia Christine | Prinses Ananka    |                |
| Kay Harding        | Betty Walsh       |                |
| Dennis Moore       | Dr. James Halsey  |                |
| Martin Kosleck     | Ragheb            |                |
| Kurt Katch         | Cajun Joe         |                |
| Addison Richards   | Pat Walsh         |                |
| Holmes Herbert     | Dr. Cooper        |                |

## Achtergrond
Door veel critici en fans wordt deze film gezien als de zwakste uit de reeks. Ook vertoont de film inconsequenties ten opzichte van de vorige film. De vorige film speelde zich af in New England, maar in deze film worden de lichamen van de mummies gevonden in Louisiana. Gezien de tijdlijn van de films zou het verhaal zich ergens rond het jaar 2000 af moeten spelen. The Mummy's Hand speelde zich af in 1940, The Mummy's Tomb 30 jaar later, The Mummy's Ghost nog eens vijf jaar later en deze film 25 jaar later.